# Schizaspidia sabariensis
Schizaspidia sabariensis (лат.) — вид паразитических наездников рода Schizaspidia из семейства Eucharitidae.

## Распространение
Встречаются в Индии (Керала).

## Описание
Мелкие хальцидоидные наездники, длина около 4 мм. Основная окраска чёрная с отблеском и коричневатыми отметинами на ногах. Отличается от всех других видов Schizaspidia следующими признаками: скутеллярные отростки развиты, длинные; скутеллюм с крупными ямками; верхняя часть лба с морщинками; переднее крыло с затемнением около стигмальной жилки. Предположительно как и другие близкие виды паразитоиды личинок и куколок муравьев (Formicidae).
Вид был впервые описан в 1974 году вместе с Schizaspidia coromandelica, а его валидный статус подтверждён в ходе ревизии, проведённой в 1985 году индийским гименоптерологом Текке Куруппате Нарендраном (1944—2013; Калькуттский университет, Индия). Сходен с Schizaspidia furcifera, Schizaspidia convergens, но у последнего петиоль морщинистый и брюшко вытянутое.